# Triple X-syndroom

Problemen gedurende meiose zorgen voor een mannelijke cel met 2 X-chromosomen die met een vrouwelijke cel versmelt waardoor er een cel met 3 X-chromosomen ontstaat.

Problemen gedurende meiose zorgen voor een vrouwelijke cel met 2 X-chromosomen die met een mannelijke cel met een X-chromosoom versmelt waardoor er een cel met 3 X-chromosomen ontstaat.

Het triple X-syndroom (ook X-trisomiesyndroom, 47,XXX-syndroom of trisomie X) is het geheel aan kenmerken dat ontstaat ten gevolge van een chromosomale afwijking waarbij er drie X-chromosomen aanwezig zijn. Een mens heeft 23 paar chromosomen waarvan een paar (de geslachtschromosomen ofwel heterosomen) het geslacht bepaalt. Bij een man is het geslachtschromosomenpaar doorgaans XY; bij een vrouw XX. Ook personen met drie X-chromosomen (het triple X-syndroom) zijn doorgaans vrouwelijk. In ongeveer de helft van de gevallen komt het extra X-chromosoom voor in alle cellen, bij de andere helft is het niet in alle cellen aanwezig. Bij zo'n mozaïcisme (mozaïekbeeld) is een syndroom doorgaans minder sterk aanwezig. Het Triple X-syndroom komt ongeveer bij 1 op de 1000 vrouwen voor. Een groot deel hiervan heeft echter geen klachten of alleen milde klachten.

## Vaak voorkomende kenmerken
- lager geboortegewicht
- licht vertraagde motorische ontwikkeling
- licht vertraagde spraakontwikkeling
- vertraagde emotionele rijping
- gemiddeld een wat lager intelligentiequotiënt, vaak normale intelligentie
- leermoeilijkheden op vroege schoolleeftijd
- verlate botleeftijd
- grotere lichaamslengte
- verhouding beenlengte/lichaamslengte is hoger dan normaal
- rugklachten[6]
- body-mass index gemiddeld vaak lager
- epicantele plooien, soms gecombineerd met wat wijd uiteenstaande ogen (hypertelorisme)[5][6]
- prematuur ovarieel falen[5] (waarbij de menopauze (overgang) vervroegd optreedt)

## Behandeling
Meestal is het voldoende om meisjes met triple X-syndroom aandachtiger te volgen en stimuleren voor hun ontwikkelingssnelheid en hun schoolprestaties. Verder kunnen rugklachten vermeden worden door voldoende spierstimulatie of via fysiotherapie.
De meeste vrouwen triple X-syndroom zijn vruchtbaar, omdat de meesten normale gameten hebben, al komt ook prematuur ovarieel falen voor, waarbij de menopauze (overgang) vervroegd optreedt.
Verder is er geen medische begeleiding nodig.

## Oorzaken
De oorzaken van triple X-syndroom (al dan niet mozaïek) zijn nog niet bekend. Wel stelt men, net zoals voor veel chromosomale afwijkingen, een verhoogde incidentie vast bij zwangerschap op hogere leeftijd.